# Я рядом с тобой!
«Я рядом с тобой!» (хинди मैं हूँ ना, Main Hoon Na) — индийский фильм на хинди в жанре комедийного боевика , режиссёрский дебют для хореографа Фары Хан, вышедший в прокат 30 апреля 2004 года. Один из наиболее успешных фильмов, освещающих тему Индо-Пакистанского конфликта с нейтральной точки зрения. Был переснят на тамильском языке под названием «Защитник» в 2008 году.

## Сюжет
После того, как его отец был убит при попытке захватить террориста Рагхавана, майор Рам Прасад Шарма решает выполнить его последнее желание и позаботиться о своем сводном брате Лакшмане. Мать Лакшмана ушла от мужа, забрав сына с собой, после того как тот решил взять на себя заботу о своём внебрачном сыне Раме.
События складываются в пользу Рама, ему дают задание защищать дочь индийского генерала Санжу, которая учится в том же колледже, что и Лакшман. Чтобы сохранить инкогнито, Рам отправляется туда под видом студента. В первый же день он становится жертвой насмешек компании ребят под предводительством парня по кличке «Лаки». Лишь спустя несколько дней Рам узнает, что Лаки — это его брат Лакшман.
Братьям удается помириться, после того как Рам спасает Лаки от падения с крыши. Однако он не спешит открывать ему правду об их родстве. Однако на горизонте возникает другая проблема, проиграв спор Рам вынужден был спеть песню первому человеку, который войдет в ворота колледжа. Этим человеком оказалась новая преподавательница Чандни. Рам влюбился с первого взгляда, чувства так поразили его, что в присутствии Чандни он мог только петь. Однако сама девушка решила, что Рам сознательно над ней издевается. К тому же она была категорически против отношений со студентом.
Но более менее мирная жизнь в колледже кончилась, когда охотящийся за Санжу Рагхаван пришёл в колледж под видом преподавателя.

## В ролях
- Шахрух Хан — майор Рам Прасад Шарма
- Сушмита Сен — Чандни Чопра, учитель химии
- Сунил Шетти — террорист Рагхаван Датта
- Зайед Хан — Лаксман Прасад Шарма / Лаки
- Амрита Рао — Санджана Бакши / Санжу
- Кирон Кхер — Мадху Шарма, мать Лаки
- Насируддин Шах — Шекхар Шарма, отец Рама и Лаки
- Кабир Беди — Амарджи Бакши, отец Санжу
- Мурли Шарма — Хан, подручный Рагхавана
- Боман Ирани — директор колледжа
- Бинду — миссис Каккад, преподавательница

## Саундтрек
Все тексты написаны Джаведом Ахтаром, вся музыка написана Ану Маликом.
| №  | Название                     | Исполнители                                 | Длительность |
| -- | ---------------------------- | ------------------------------------------- | ------------ |
| 1. | «Main Hoon Na»               | Сону Нигам и Шрея Гхошал                    | 6:03         |
| 2. | «Tumse Milke»                | Сону Нигам, Афтаб Сабри и Хасим Сабри       | 6:02         |
| 3. | «Tumhe Jo Maine Dekha»       | Абхиджит Бхаттачарья и Шрея Гхошал          | 5:44         |
| 4. | «Gori Gori»                  | KK, Ану Малик, Сунидхи Чаухан и Шрея Гхошал | 4:31         |
| 5. | «Chale Jaise Hawayei»        | KK и Васундхара Дас                         | 5:26         |
| 6. | «Main Hoon Na» (Sad Version) | Абхиджит Бхаттачарья                        | 4:18         |
| 7. | «Yeh Fizayein»               | KK и Алка Ягник                             | 5:19         |
| 8. | «Main Hoon Na» (Remix)       | Ранджит Барот                               | 2:31         |

Помимо этого в фильме звучат песни «Chand Mera Dil Chandni Ho Tum» (первая встреча Рама и Чандни) и «Yeh Ladka Haye Allah Kaisa Hai Deewana» (когда Рам стоит в коридоре на коленях) из фильма «Мы не хуже других», а также ремикс песни «Jaane Jaan Dhoondta» (когда Рам пытается извиниться перед Чандни) из фильма «Юные влюбленные».

## Награды
- Filmfare Award за лучшую музыку к песне для фильма — Ану Малик[3]
- Zee Cine Award за лучший режиссёрский дебют — Фара Хан
- Zee Cine Award за лучшую музыку к песне для фильма — Ану Малик[4]
- Star Screen Award за лучший мужской закадровый вокал — Сону Нигам
- Star Screen Award за лучшую музыку к песне для фильма — Ану Малик